# Aleksandr Michajlovič Dobroljubov
Aleksandr Michajlovič Dobroljubov (Александр Михайлович Добролюбов; Varsavia, 27 agosto 1876 – Ujar, 1945) è stato un poeta russo la cui produzione si colloca nella prima fase della corrente simbolista.

## Biografia

### Infanzia e formazione
Figlio del funzionario di stato Michajl Aleksandrovič Dobroljubov e primo di otto figli (il fratello maggiore Michajl morì all'età di sei anni), nel 1891 si trasferì con la famiglia a San Pietroburgo, ma già l'anno successivo il padre spirò: questo fu un duro colpo psicologico per Aleksandr, che lo venerava.
A San Pietroburgo frequentò il ginnasio, dove strinse una profonda amicizia con Vladimir Gippius, futuro poeta simbolista e filologo, in occasione di alcune pubblicazioni sulla rivista del liceo Listki.
Dobroljubov conosceva il tedesco, il francese e l'inglese: ciò gli permise di accedere alla poesia europea del tempo, e fu proprio sotto l'influenza di autori come Charles Baudelaire, Joris Karl Huysmans e Maurice Maeterlinck che in questi anni egli acquisì l'immagine del decadente esteta, alla quale si ispirò nella vita oltre che nell'arte, percependo l'estetismo come libertà estrema e illimitata dell'individuo nell'espressione del sé. Da qui derivò il suo rifiuto della morale, della religione tradizionale e delle norme di comportamento comunemente accettate dalla società, oltre che l'uso di sostanze stupefacenti (per lo più oppio) durante i momenti di creazione artistica in conseguenza del desiderio di oltrepassare ogni limite imposto all'uomo; uno stile di vita così estremo portò anche alla nascita di alcuni miti su di lui, legati soprattutto alla predicazione del suicidio.
La possibilità di pubblicare alcune poesie nel secondo numero di Russkie simvolisty (I simbolisti russi) permise l'incontro con Valerij Brjusov, da cui nascerà una profonda amicizia.
Nel 1895 pubblicò la sua prima opera Natura naturans. Natura naturata, conquistando la fama ma suscitando anche lo scandalo dei critici, che giudicarono il libro molto negativamente (alcuni perfino lo derisero).
Alla fine dello stesso anno tentò di pubblicare la rivista Gornye veršiny (Vette di montagna) ed invitò a parteciparvi, tra gli altri, Sologub, Konstantin Bal'mont, Vladimir e Zinaida Gippius, Nikolaj Maksimovič Minskij e Dmitrij Merežkovskij, ma il progetto non fu mai realizzato.

### La svolta mistica
Un altro tentativo fallito fu quello di pubblicare una raccolta di saggi e prose dal titolo Tol'ko zamečanija (Solo pensieri, variante del titolo Odni zamečanija, Alcuni pensieri), per cui Dobroljubov chiese anche aiuto economico a Brjusov. Tuttavia, dopo che nel 1896 l'amico gli inviò 50 rubli, Dobroljubov non dette più notizie né di sé né dell'opera, e solo durante un incontro tra i due nel 1898 Brjusov venne informato, come annotò nel proprio diario, del radicale cambiamento che aveva turbato l'animo dell'estremo poeta decadente, ora trasformatosi in un asceta religioso che vagava per la Russia alla ricerca della verità; proprio in seguito alla crisi spirituale la pubblicazione della raccolta venne fermata ma, oltre a ciò, la tipografia a cui Dobroljubov aveva affidato i manoscritti ne perse la maggior parte, cosicché l'autore, avvilito, bruciò tutto ciò che era rimasto.
Col tempo il distacco di Dobroljubov dalla produzione letteraria e da chi di questo mondo faceva parte (Gippius, ad esempio) si fece sempre più radicale, fino alla decisione di distribuire il proprio patrimonio tra amici e non per andarsene un anno nel monastero Soloveckij e poi ritirarsi in solitudine: dei suoi spostamenti si sa che nell'inverno tra 1897 e 1898, prima di tornare a Mosca e San Pietroburgo nell'estate (periodo durante il quale fu ospite di Brjusov), egli si recò nella regione di Olonec, di Belozersk e in Finlandia, per poi ritirarsi nell'autunno 1898 nel monastero Soloveckij, ma non come novizio, bensì come semplice lavoratore.

### Anni 1899-1902
Dopo l'ingresso in monastero Dobroljubov, che ora si autodefiniva pellegrino, iniziò una corrispondenza con Brjusov per noi molto utile a capire i suoi movimenti: da tali lettere sappiamo che lasciò il monastero nel giugno 1899, momento in cui iniziò a viaggiare per gli Urali, dove nell'estate del 1900 venne arrestato per la condanna e il rifiuto del servizio militare derivanti dalla predicazione dei principi di amore e fratellanza contenuti nel Vangelo. La madre cercò di evitargli la prigione sfruttando un certificato di instabilità psichica rilasciato in data 1º settembre 1898, grazie a cui Dobroljubov restò in una clinica fino al dicembre 1901; una volta uscito tornò negli Urali, e precisamente a Verchneural'sk, dove visse qualche tempo sotto la sorveglianza della polizia, finché non fu arrestato di nuovo per vilipendio alla religione. Tale comportamento si spiega col fatto che Dobroljubov non solo non accettava nessun mediatore tra Dio e l'uomo, ma addirittura non ammetteva nulla di esteriore, ovvero di materiale, nell'ambito del sentimento religioso, sia che si trattasse di templi o di icone, ed ovviamente tale riluttanza a sottostare alle convenzioni e ai riti della chiesa ufficiale veniva percepita come sacrilega, procurandogli ripetuti arresti. Così, sempre per opera della madre, nel febbraio 1902 venne di nuovo chiuso in clinica, e un nuovo certificato di instabilità psichica in forma di paranoia datato 8 marzo 1902 permise la revoca dell'azione penale.
Nonostante i viaggi, i ricoveri e gli arresti, nel 1900 venne pubblicata a Mosca, ad opera della casa editrice Skorpion, Sobranie stichov (Raccolta di versi): il libro vide la luce grazie a Brjusov che, insieme a sua sorella e sua moglie, raccolse accuratamente i manoscritti di Dobroljubov esaminandoli, commentandoli e accompagnandoli con due introduzioni (una sua, una di Konevskoj), mentre l'autore del materiale si limitò solo a dare il proprio consenso alla pubblicazione.

### Dal 1903 alla morte
Dal 1903, anno in cui lasciò la clinica psichiatrica intraprendendo altri viaggi per la Russia (nella regione Samarskaja si formò una vera e propria setta, i dobroljubovec), fino al 1917, le testimonianze su di lui sono molto frammentarie e si limitano ad alcune notizie circa la sua vita da semplice contadino, passata lavorando proprio assieme ai contadini più poveri.
Nel 1905 pubblicò, di nuovo grazie all'aiuto della famiglia Brjusov, la sua ultima raccolta: Iz knigi nevidimoj (Dal libro invisibile).
Più chiari sono i suoi spostamenti dopo il 1917, descritti in alcune pagine di diario: tra il 1920 e il 1930 fu in Siberia, in Asia centrale, nel Caucaso e perfino a Pietrogrado, finché, all'inizio degli anni trenta, si stabilì in Azerbaigian.
A metà del decennio cercò di ricostruire i rapporti rotti anni prima sia con la famiglia (in particolare con la sorella Irina, ora moglie di Evgenij Svjatlovskij e residente a Leningrado) che con gli amici (ad esempio la famiglia Brjusov a Mosca): è proprio grazie alla corrispondenza intrapresa con tali personaggi che si può avere un quadro più o meno dettagliato della vita di Dobroljubov tra gli anni 1935 e 1943. Nello specifico, nella seconda metà degli anni trenta si spostò tra numerosi centri abitati (per lo più remoti) dell'allora Azerbaigian sovietico, sempre praticando semplici lavori manuali in assoluta povertà, poi nel 1938 visitò la sorella Irina a Leningrado (fu durante tale visita che, trovando in casa il proprio ultimo libro, vi apportò correzioni e, insieme al nipote Michajl, creò una nuova raccolta) e i Brjusov a Mosca.
Negli anni 1939-40 nacque in lui il desiderio di interrompere i numerosi viaggi per stabilirsi a Feodosia, ma in una lettera datata 28 maggio 1941 scrive per l'ultima volta ai propri parenti l'intenzione di tornare a Mosca e Leningrado, desiderio che però, a causa della guerra, non poté realizzare; sarà proprio la guerra a limitare al minimo la corrispondenza con amici e familiari, la quale si conclude con una cartolina inviata alla sorella Irina alla fine del 1943.
La mancanza di testimonianze sui suoi ultimi anni di vita creano una profonda incertezza sulla data della morte, che il nipote G. E. Svjatlovskij cercò di accertare tra gli anni 1970 e 1980 recandosi in Azerbaigian: si può genericamente affermare che Dobroljubov morì nel 1945 a Ujar, non prima di primavera.

## Poetica

### Il simbolismo russo
Il simbolismo russo è una corrente letteraria che si forma tra XIX e XX secolo ed è convenzionalmente diviso in due fasi (la produzione di Dobroljubov rientra nella prima di esse). Tale momento della letteratura russa è, ovviamente, parallela alle analoghe tendenze nell'Europa occidentale del tempo: l'influenza del simbolismo francese e della filosofia idealista sono evidenti.
Panteismo e panestetismo sono i due elementi fondamentali della poetica simbolista: panteismo come concezione del divino immanente in ogni cosa, per cui l'universo e la natura sono equivalenti ad esso; panestetismo come interpretazione sia della profonda sostanza del mondo che della sua manifestazione esterna, originata da un'attiva forza creatrice e trasformatrice, attraverso categorie estetiche (bellezza - deformità, ordine - caos, armonia - dissonanza). Da qui la massima “la Bellezza salverà il mondo“ (variante estetizzata del pensiero di Dostoevskij), in cui la Bellezza non necessariamente coincide con l'idea di perfezione ed equilibrio che ne dà la filosofia classica, ma può, bensì, essere rintracciata anche nei valori opposti di disordine e anomalia, in quanto il panestetismo simbolista non si identifica nel semplice godimento del Bello, ma aspira a superare il piano etico e del senso comune per avvicinarsi alla realtà in senso estetico e cosmico.
Diretta conseguenza della percezione panestetica del mondo è proprio la centralità del tema della Bellezza nella sua accezione salvifica, purificatoria del caos e dell'annientamento totale, nel suo ruolo di fine a cui l'umanità e il mondo tendono; tale ideale è parallelo al disgusto del mondo, alla visione di un presente deforme (l'opera di Annenskij è pregna di ansia per la Bellezza rinchiusa in una realtà insensata e malata), che saranno però interpretati in senso decadente anche come ideali poetici.
Il predominio delle categorie estetiche nella concezione tanto del reale, quanto dell'ideale, non può che scaturire nell'estetizzazione dei valori etici, religiosi, politici, persino sociali e scientifici: tutto appare come una maschera della bellezza (e della deformità), al punto che non solo la natura, ma anche gli istanti di gioia e sogno sono considerati diverse varianti della Bellezza. Parallelamente, l'arte è ora apprezzata soprattutto in quanto depositaria del bello, suo custode più fedele rispetto alla natura, diventando superiore alla realtà proprio in virtù del più vivido elemento estetico in essa contenuto.
Altro tratto della poetica simbolista derivante dal panestetismo è il mitologismo, cioè l'interpretazione del mondo come creazione mitica, leggendaria. Esemplificativa di tale concezione è la costruzione filosofica, divisa in tre parti, del mito cosmogonico del mondo di Solov'ëv: nella tesi si afferma che, in origine, l'Anima del mondo si trovava in unità assoluta col Divino, inteso come un tutt'uno; l'antitesi sostiene la creazione del mondo materiale del male e del Caos, in cui l'Anima del mondo scende separandosi da Dio e diventandone prigioniera; la sintesi risolve il conflitto posto nell'antitesi proclamando l'incarnazione dell'idea divina nel mondo, la quale porta alla trasformazione del Caos e affermandosi su di esso. Quest'elaborazione del mito del mondo darà origine ad una serie di idee poetiche importanti per il simbolismo: le aspirazioni escatologiche quali il presentimento dell'avvicinarsi del duello finale tra Caos e forze che illuminano il cosmo, a cui seguirà la distruzione di questo mondo volgare (il termine krasota, cioè bellezza, è ora spesso contrapposto a pošlost', che denota la volgarità del reale) e l'inizio di una nuova era, ne sono l'esempio più lampante.

### Rannyj simvolism
La prima fase del simbolismo russo percorre l'ultimo decennio dell'Ottocento, è caratterizzato da tendenze fortemente decadenti e vede come protagonisti, oltre a Dobroljubov, Bal'mont, Gippius e Sologub.
Storicamente questi anni sono condizionati dalla crisi del populismo e del positivismo e dalle spinte reazionarie interessate a mantenere lo status quo socio-politico: sono proprio simili tensioni, oltre alle influenze della cultura occidentale del tempo, ad originare il disgusto del mondo, il rifiuto della contemporaneità e della fede sia in Dio che nella gente, l'odio per la Patria e per l'aspetto volgare, contraddittorio e pesante del reale nella sua generalità, che sono tipici del decadentismo. L'ideologia dei primi simbolisti nasce quindi come reazione, da un lato, alla realtà borghese logicamente corretta fatta di senso pratico, di attenzione al vantaggio utilitaristico e al ragionamento razionalistico, dall'altro, alla crisi del positivismo filosofico e del populismo, che da molti degli stessi decadenti era percepito come un movimento basato sulla dimensione etica dell'uomo e la cui crisi venne, quindi, identificata con la degenerazione del morale in filisteo.
La risposta a questo disagio dell'animo dovuto all'invalidazione della Verità (il positivismo) e del Bene (l'etica populista) sono un cupo pessimismo e scetticismo, un soggettivismo che mette al centro non l'io empirico ma un Io ideale, fino a raggiungere l'estremo del solipsismo, dell'individualismo come amoralità, del demonismo e dell'alogicità marcata.
Il rilievo degli elementi taboo della cultura ottocentesca implica un distacco anche dall'ambiente culturale oltre che dal reale, e ciò si manifesta in un netto rifiuto della tradizione letteraria sia direttamente precedente la corrente simbolista (ovvero naturalismo e realismo) che nazionale, nel tentativo di sottolineare, anche con toni aggressivi, non solo la novità della nuova arte rispetto a quella precedente, ma anche l'attenzione verso i movimenti occidentali (la cui imitazione è consapevole e voluta sia nell'opera di Brjusov che di Dobroljubov). È proprio nella volontà di farsi araldi di un nuovo periodo culturale che i simbolisti tenderanno alla ricerca della novità, alla sperimentazione, alla provocazione che si spinge fino allo scontro col lettore (e che sarà poi ripresa dai futuristi).
Questa prima fase della corrente simbolista deve essere valorizzata come la scintilla che permetterà la nascita di una sensibilità nuova, di cui la fase successiva raccoglierà l'eredità sviluppandola fino ad integrare i vari concetti e strumenti in un programma meglio delineato.

### Pozdnyj simvolism
La seconda fase, che costituisce la vera e propria fioritura del simbolismo, si colloca nel primo decennio del Novecento e nel suo ambito troviamo i nomi di Belyj, Blok e Ivanov.
In questi anni prerivoluzionari, dominati da slanci nazionali e democratici, i simbolisti cercano di superare in qualche modo il proprio isolamento dalla vita pubblica: la tendenza degli anni tra 1890 e 1900 alla massima separazione dalla vita si trasforma così nell'assoluta percezione panestetica della stessa, nel tentativo di svelare il simbolismo del tutto, dalla realtà alla coscienza popolare, fino alla tradizione culturale. Si tenta ora, quindi, un recupero delle tradizioni nazionali, che culmina nella presa di coscienza del simbolismo di essere parte integrante della cultura russa.
Questa volontà di inserimento all'interno della compagine culturale nazionale porta i tardi simbolisti allo scontro con i propri diretti predecessori, dei quali criticano l'esaltazione della pura bellezza decadente come un tratto proprio dell'estetismo occidentale, estraneo alla Russia: il nuovo atteggiamento dei tardi simbolisti non implica che il culto della bellezza venga perso, ma se ne deve cercare giustificazione in un piano superiore. I tardi simbolisti si rivolgono, perciò, all'arte teurgica nella speranza di ottenere la liberazione della vera bellezza dai rozzi veli della materia, anche se, dato il particolare periodo storico, la Bellezza può anche essere connotata dalla distruzione, dalla disarmonia e dalla morte.
La poetica dei tardi simbolisti fu fortemente influenzata anche dall'idea del duplice mondo platoniano: la contrapposizione tra mondo delle Idee e delle loro immagini materiali, le quali riflettono, rispettivamente, valori di autenticità e eternità, da un lato, e deformità e falsità, dall'altro, fu ripresa e rielaborata in ottica panteista e panestetica da Solov'ëv, dando origine alla base filosofica di una forma di conoscenza altra rispetto a quella logica e analitica affermatasi nel XIX secolo, attraverso cui i simbolisti ritenevano impossibile comprendere il mondo; si ha così una gnoseologia totalmente estetizzata, che vede l'arte come la chiave di ogni strumento in grado di penetrare i segreti dell'essere grazie alle profonde corrispondenze esistenti tra le Idee, le loro ombre materiali e la rappresentazione artistica di tali ombre. Il rapporto tra macrocosmo e microcosmo,tra ultraterreno e individuo, è legato alla concezione della realtà come costituita da diversi livelli, che sono comunque tutti manifestazioni della stessa essenza seppure in gradi diversi: per i simbolisti la nostra realtà coincide col livello più basso dell'esistenza, ma salendo ai livelli superiori (cioè quello del sogno, della visione mistica, della religione e così via) si ha una sempre maggiore comprensione della Verità, fino alla rivelazione di quello che Solov'ëv definisce Eterno Femminino o Sofja, cioè la Divina Sapienza, il principio organizzatore del creato; testimoni di questa apparizione, i simbolisti diventano così intermediari tra Dio e l'uomo, l'ideale e il reale, secondo la formula coniata da Ivanov “a realibus ad realiora“ ("dal reale alla realtà superiore").
I diversi livelli del reale, essendo tutti accomunati da un unico essere, possono essere messi in relazione attraverso il simbolo, che grazie alla sua profondità e oscurità permette un'infinità di interpretazioni, consentendo così la percezione dell'interconnessione e della presenza del tutto in tutto su cui si basa la struttura cosmica dell'universo: ciò significa che l'arte crea una nuova realtà oggettiva, superiore a quella dei caotici esseri materiali. Risulta quindi evidente che, per i simbolisti, l'affinità di arte e vita non era dovuta al fatto che l'arte rappresentasse in modo verosimile la realtà, bensì l'intuitivismo e l'irrazionalismo tipici dell'arte sono considerati gli unici strumenti per comprendere a fondo il mondo, per svelare la vera conoscenza: partendo dal presupposto che il reale è dominato dall'alogicità è solo tramite metodi alogici, quali la creazione di miti e la magia di combinazioni di parole e suoni, che i tardi simbolisti possono ricostruire la bellezza profonda dell'essere anche sul piano del volgare reale.

## Le opere

### Natura Naturans. Natura Naturata
La pubblicazione dell'opera, avvenuta nel 1895, non fu scontata, in quanto per i censori vi erano problemi di tipo sia religioso che morale, e ciò costrinse Dobroljubov ad apportare alcune modifiche: ad esempio, il provocatorio titolo del ciclo Prostitutke (Alla prostituta) fu trasformato in Pr…….e, in cui ogni punto corrisponde ad una lettera omessa, in modo da dileguare ogni dubbio sulla parola cifrata.
Il titolo della raccolta è un'espressione latina ripresa dal trattato Etica del filosofo Baruch Spinoza: il primo termine, traducibile con “natura naturante”, vuole rendere l'azione tipica della natura che produce la sua stessa realtà, ovvero l'intervento immanente di Dio, inteso come perpetua attività generatrice, che rende la natura perfetta accompagnandone costantemente il divenire secondo le leggi della sua propria necessità razionale; questo concetto è in opposizione al secondo termine, che rende non più il punto di vista dinamico ma quello statico, cioè la perfezione come risultato compiuto. Si vede quindi come, fin dall'inizio dell'opera, si entri in un'ottica panteistica del mondo, in cui la Natura naturans, come causa e Dio in sé, coincide con la Natura naturata, cioè con la natura intesa come Dio espresso.
Tale distinzione si riflette nell'opera stessa attraverso una divisione in due parti ineguali: la prima e maggiore, intitolata Natura naturans, in cui rientrano componimenti dal carattere mistico che mostrano la presenza del divino nella totalità del creato, come la poesia Bog-Otec (Dio Padre); nella seconda parte, chiamata Natura naturata, l'attenzione si sposta invece su immagini concrete, come le strade di San Pietroburgo.
Il criterio principale che guidò la creazione della raccolta consiste nella vaghezza di significato a tutti i livelli: si ha l'impressione che l'autore giochi con il lettore, suggerendogli una determinata interpretazione degli elementi testuali per poi smentirla subito con una nuova variante (d'altronde, la sortita del lettore è un atteggiamento tipico del simbolismo decadente a cui ricorreranno, in seguito, anche le avanguardie): l'autore mira a disorientare i lettori già dalla dedica, in cui ai celebri nomi di Hugo, Wagner e Rossetti, che Dobroljubov definisce i propri grandi maestri, affianca quello sconosciuto di Nikonov. Oltre alla dedica iniziale, pure le dediche delle singole poesie ai suoi familiari e conoscenti, alcuni dei quali tutt'oggi non esattamente identificabili, contribuiscono ad isolare il lettore dal contesto in cui il poeta si proietta.
Dobroljubov ricorse alle stesse tecniche formali che saranno poi riprese dalle avanguardie: pagine vuote dove ci si aspetterebbe il testo, esplicito egocentrismo, caratterizzazione delle poesie con termini musicali e, infine, esperimenti impressionistici nella sezione Svetopis' (con tale termine era definita la fotografia tra XIX e XX secolo); in tal modo l'autore realizza la sintesi delle varie arti, coerentemente con la propria fede estetica del periodo, in cui la priorità è, ad ogni modo, assegnata alla musica, vista come l'arte che, meglio delle altre, può esprimere l'irrazionale, l'incomprensibile, sfruttando l'incomprensibile stesso perché libera da ogni limite imposto dalla logica.
L'importanza della musica è ben visibile dall'uso della tecnica del leitmotiv tipica delle opere liriche, cioè l'uso di un tema musicale ricorrente associato ad un personaggio, ad un sentimento, ad un luogo, ad un'idea o ad un oggetto, aprendo il ciclo con una lista di elementi testuali i quali costituiscono i temi che, in seguito, verranno ripresi e ripetuti nello sviluppo del ciclo stesso. La centralità della musica si fa ancora più esplicita in componimenti privi di testo, marcati solo da un termine musicale: qui si realizza addirittura la dissolvenza della letteratura in musica.
La maggior parte dei giudizi della critica del tempo fu fortemente negativa: Burenin derise apertamente il libro, suscitando perfino lo sdegno di Brjusov, come pure Volynskij. Critiche così aspre non devono sorprendere, visto il carattere pionieristico della raccolta per quei tempi: oggi si può dire con certezza che la struttura, la composizione e la poetica di Natura naturans. Natura naturata anticiparono quasi tutte le tecniche che le avanguardie riprenderanno.

### Sobranie stichov
Questa raccolta fu pubblicata in seguito al rifiuto della vita intellettuale per merito della famiglia Brjusov: in essa si può individuare il momento di passaggio tra il cupo decadentismo che dominava Natura naturans. Natura naturata, concentrato nell'immagine dell'Io dell'autore che beve alla parola del diavolo e che osanna i postumi di una sbornia, e la successiva svolta religiosa che introduce toni più lievi; purtroppo Brjusov non poté evidenziare lo sviluppo dell'autocoscienza del poeta attraverso una disposizione cronologica dei testi, dato che quasi nessuno di essi era datato.
Il lavoro di preparazione impegnò Valerij Brjusov, la moglie Ioanna Matveevna e la sorella Nadežda Jakovlevna per tutto il 1899: essi cercarono di raccogliere tutti i manoscritti di Dobroljubov facendoseli spedire da quanti li conservavano per poi esaminarli, selezionando tra tutti quelli da pubblicare; il criterio dominante in tale selezione fu puramente formale, cioè venne scelto tutto quello che era scritto in versi.
In Sobranie stichov sono evidenti le innovazioni nel campo della versificazione: esse erano così insolite che Brjusov ritenne necessario inserire, accanto alla prima prefazione di Konevskoj, una seconda, intitolata proprio O russkom stichosloženii (Sulla versificazione russa): qui Brjusov, dopo una breve spiegazione dello sviluppo del verso russo, avvisa i lettori del fatto che, nelle proprie poesie, Dobroljubov a volte usi il metro tonico e la rima ed altre no, secondo regole puramente interne all'animo dell'autore.
Anche stavolta i giudizi dei critici furono severi: nella rivista Severnye cvety (I fiori del nord) Volynskij definì la poesia di Dobroljubov arida, insensata e priva di talento; i commenti simili a questo furono, in generale, numerosi.

### Iz knigi nevidimoj
L'atteggiamento di Dobroljubov nei confronti del suo ultimo libro Iz knigi nevidimoj fu diverso perché si interessò in prima persona alla sua pubblicazione, e ciò risulta evidente da una lettera scritta alla sorella di Brjusov nel 1905, subito dopo aver ricevuto un esemplare del libro, in cui l'autore critica sia la stampa del proprio nome in copertina a lettere maiuscole, sia l'indicazione, alla fine della copia, delle sue precedenti opere, da lui rinnegate perché ritenute prive del volere di Dio: ciò testimonia che stavolta Dobroljubov non si limitò a mandare alla famiglia Brjusov i propri testi per farli stampare, ma assunse una partecipazione attiva nelle correzioni.
Coerentemente col rifiuto della propria produzione precedente tutta la struttura, il contenuto e il tono della nuova opera costituiscono una rivoluzione, Qui Dobroljubov non si percepisce, e quindi non vuole essere percepito, come autore, bensì assume il ruolo di mediatore tra il lettore e la verità sparsa nel mondo rivelata dai testi sacri e dal folklore di tutti i tempi e popoli che lui stesso ha potuto ascoltare.
Nel libro troviamo brani proveniente dal Corano e massime di filosofi antichi e moderni, che creano un quadro parallelo agli inni e alle preghiere creati da Dobroljubov stesso per i propri seguaci, il che, secondo Azadovskij, testimonia che Dobroljubov non rifiutò l'attività artistica in generale, ma solo quella individuale, frutto della creatività del singolo, per avvicinarsi piuttosto alla produzione popolare, al folklore formato da una comunità.
Quest'opera può considerarsi la prima in Russia a essere caratterizzata da uno spirito francescano, perché in essa tutto è equivalente e pari: uomo, animali, piante e insetti sono considerati allo stesso modo, tutte le creature di Dio sono per Dobroljubov fratelli e sorelle.
Neppure in questo caso i critici furono benevoli con l'opera: legando il proprio giudizio al burrascoso contesto storico del 1905, L'vov la interpretò come un tentativo di perpetuare la schiavitù anziché incitare alla libertà.